# 乃磨機場
乃磨機場（英語：Nanaimo Airport）位於加拿大卑詩省溫哥華島乃磨市以南約13公里，為一座公眾機場，2012年旅客量達186,853人次。

## 歷史
第二次世界大戰期間，加拿大國防部於1942年斥資2萬元購入現乃磨機場所在的522英畝土地，並在此設立一座小型機場，作皇家加拿大空軍滑翔機機師訓練中心和戰時航機緊急升降點之用。戰後乃磨市政府以每年1元的租金從聯邦政府租用機場，並成為機場的營運單位。聯邦政府於1969年提出以1萬6千元將機場售予乃磨市政府；市政府認為乃磨地區區域局較適合成為機場的東主和營運單位，但區域局卻無意購入機場，計劃亦不了了之。
隨著機場狀況逐漸衰退，市政府於1975年委任兩名市議員專責振興機場。兩人成功獲聯邦政府撥款44萬5千元重鋪機場跑道，又獲省政府撥款28萬7千元增設跑道照明系統。機場新客運大樓於1990年啓用。
聯邦政府於1990年再度提出將機場售予乃磨市政府，但再次被市政府婉拒。乃磨地區一群通用航空愛好者遂於1990年成立非牟利的乃磨機場委員會（Nanaimo Airport Commission），並於1992年獲取機場的營運權，再於1994年以1元購入機場。客運大樓於1999年以在乃磨出生的第一次世界大戰王牌飛行員雷蒙德·科利蕭（Raymond Collishaw）命名為科利蕭客運大樓。

## 航空公司和目的地

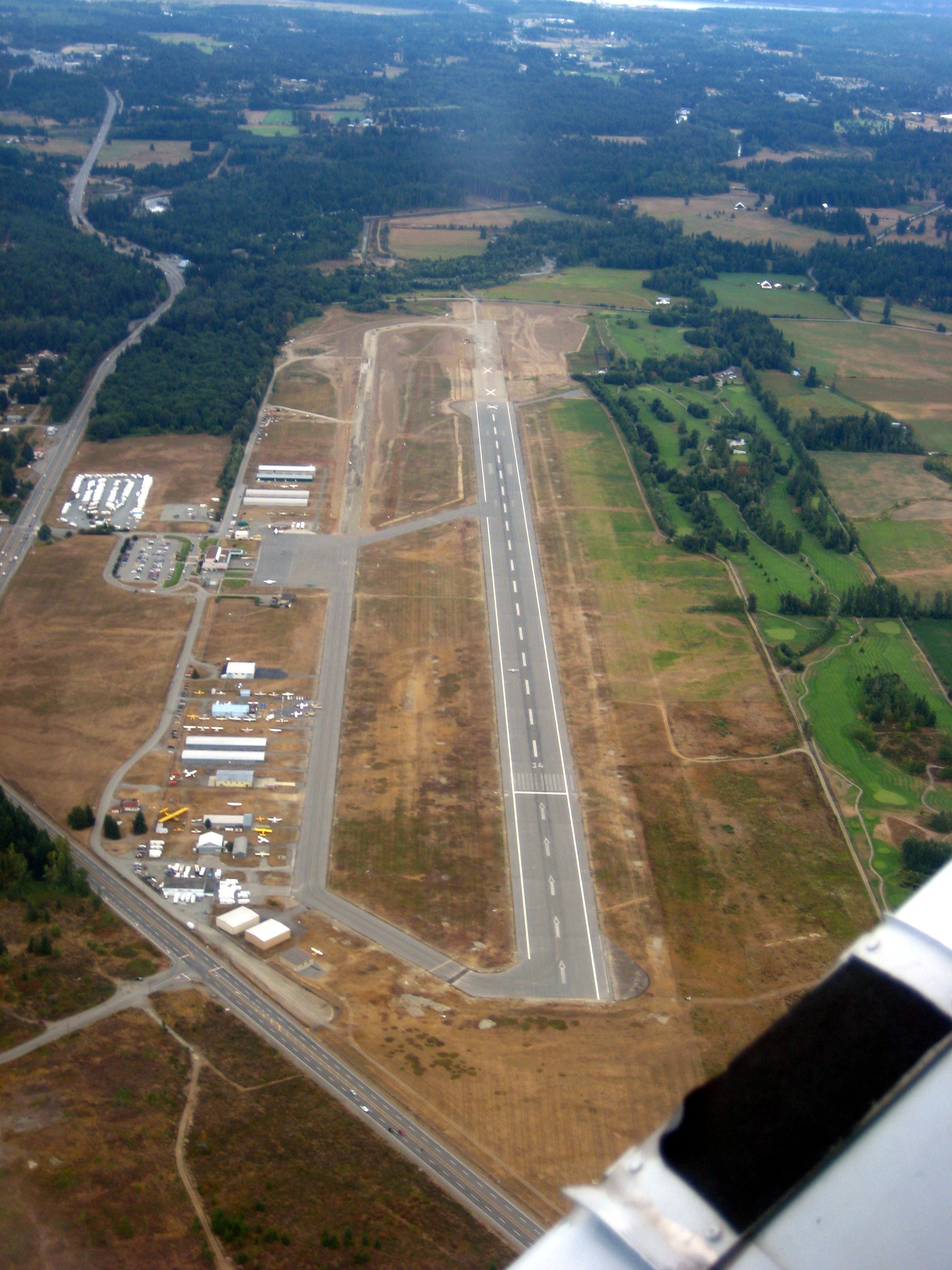
乃磨機場航拍圖

### 客運服務
| 航空公司                         | 目的地                             |
| -------------------------------- | ---------------------------------- |
| 加拿大快運航空（由爵士航空營運） | 溫哥華、卡加利                     |
| Island Express Air               | 亞博斯福、吐芬奴、維多利亞、溫哥華 |
| 西捷航空Encore                   | 卡加利                             |

### 貨運服務
| 航空公司        | 目的地                             |
| --------------- | ---------------------------------- |
| 聯邦快遞        | 溫哥華                             |
| Orca Airways    | 科莫克斯、跑華河、吐芬奴、維多利亞 |
| SkyLink Express | 溫哥華                             |

## 外部連結
- （英文）Nanaimo Airport - YCD （页面存档备份，存于）－乃磨機場官方網站